# Isoleucas somala
Isoleucas somala là một loài thực vật có hoa trong họ Hoa môi. Loài này được (Patzak) Scheen mô tả khoa học đầu tiên năm 2007.